# Jeux mondiaux de la paix
Les Jeux mondiaux de la paix (World Peace Games en anglais) sont organisés pour la première fois en 1983 dans la ville de Bellegarde-sur-Valserine et compte aujourd'hui six éditions, organisées dans différents pays.
Cette manifestation se déroule sur une période de 8 à 15 jours et est organisée par une ville, une région ou un pays.
Les Jeux mondiaux de la paix s'articulent autour de quatre axes principaux : le sport, la culture, l’humanisme, l’économie.

## Description générale

### L'axe sportif
Les disciplines sont proposées au plus près de la nature et par catégorie d'âge, par tranche de dix ans. Ce classement par tranche d'âge est un des fondamentaux différenciant les Jeux mondiaux de la paix d'autres compétitions.

#### Classement par tranche d'âge
- Jusqu'à 19 ans : 1re catégorie
- de 20 à 29 ans : 2e catégorie
- de 30 à 39 ans : 3e catégorie
- de 40 à 49 ans : 4e catégorie
- de 50 à 59 ans : 5e catégorie
- de 60 à 69 ans : 6e catégorie
- de 70 à 79 ans : 7e catégorie
- plus de 80 ans : 8e catégorie

#### Disciplines
Les disciplines sportives peuvent être toutes celles pratiquées dans le monde.
La liste des épreuves est déterminée pour chaque édition des Jeux, et est adaptée par le comité d'organisation.
D'une manière générale, les Jeux mondiaux de la paix privilégient les sports populaires et de masses, comme (non exhaustif) :
- Course à pied et randonnée pédestre
- Cyclisme et cyclotourisme
- Sports collectifs
- Biathlon, triathlon, pentathlon, décathlon
- Ski de piste, ski de randonnée, ski de fond
- Sports typiques de la région organisatrice

#### Sport de démonstration
- Organisation de meetings
- Organisation de concours
- Démonstrations de sportifs de haut niveau

#### Sport pour handicapés
- Organisation d'épreuves et de tournois dans les disciplines les plus pratiquées

### L'axe culturel
Organisation de rencontres, colloques, concours, conférences, documentaires, expositions, visites sur des thèmes culturels et scientifiques :
- Chant
- Danse
- Musique
- Folklores
- Santé
- Sport
- Médecine
- Religions
- Nature
- Éducation
- Histoire
- Littérature
- Métiers
- Artisanat
- Sciences
- recherche
- etc.

### L'axe humanitaire
Un Forum est organisé avec l’objectif de présenter les travaux d'associations à but humanitaire, artistes, écrivains, politiques.

### L'axe économique
Cet évènement est une occasion pour la cité accueillant les jeux de présenter une approche sociale, économique et touristique de sa région, par l'organisation d'expositions, conférences, forums et rencontres.

## Éditions des Jeux mondiaux de la paix

### Précédentes éditions
- 1983 : Bellegarde-sur-Valserine, France, "Premier rendez-vous des citoyens sportifs du monde"
  - 1500 participants
  - 14 Nations représentées
- 1985 : Échirolles, France, "Le sport, compagnon de toute la vie"
  - 10 200 participants
  - 28 nations représentées
- 1987 : Neuchâtel, Suisse / Marignane, France, "Un grand bain de lumière et d'espoir"
  - 18 000 participants
  - 30 nations représentées
- 1990 : Fès, Ifrane, Meknès, Maroc, "Une nouvelle page dans l'histoire du sport"
  - 22 000 participants
  - 42 nations représentées
- 1998 : Dubaï, Émirats arabes unis, "Les jeux de la victoire de la paix dans le Golfe"[1]
  - 28 000 participants
  - 75 nations représentées
- 2010 : Rome, Italie, "Les jeux de la culture et de la solidarité"[2]
  - 4 200 participants
  - 32 nations représentées

### Éditions à venir
- Novembre 2012: L'organisation des jeux est prévue au Costa Rica[3]

## Organisation des Jeux mondiaux de la paix
Les Jeux Mondiaux de la Paix sont organisés à l'initiative d'une ville, une région ou un pays, devant porter candidature auprès du Comité International des Jeux mondiaux de la paix. Un comité d'organisation est ensuite constitué, composé d'un président et différents vice-présidents. Ce comité d'organisation est à la fois maître d’œuvre et maître d'ouvrage de la manifestation.

## Comité d’honneur
Un comité d'honneur est constitué de nombreuses personnalités ayant apporté leur soutien aux Jeux mondiaux de la paix.